# Austrocordulia leonardi
Austrocordulia leonardi é uma espécie de libelinha da família Corduliidae. É endémica da Austrália. Os seus habitats naturais são: rios.
Está ameaçada por perda de habitat.